# Kim Hertogs
Kim Hertogs (née à Turnhout en 1982) est une actrice belge flamande.

## Biographie
Kim Hertogs fut étudiante à en 2008 l'Académie de théâtre de Maastricht après des études en sciences de l'information et de la communication à Anvers.
Elle est aussi chroniqueuse dans la version belge du magazine Elle.

## Filmographie

### Cinéma
- 2010 : Zot van A. de Jan Verheyen
- 2013 : Los Flamencos de Daniel Lambo
- 2017 : Double face (Het tweede gelaat) de Jan Verheyen : Mevr. Cody

### Télévision
- 2015 : The Team : Gemma Jonkers
- 2011 : Code 37
- 2010 : Zone Stad (nl)
- 2010 : Witse

## liens externes
- Ressource relative au spectacle :   - Kunstenpunt
- Ressource relative à l'audiovisuel :   - IMDb
- (nl) Kim Hertogs sur le Vlaams Theater Instituut